# Яковенко Венедикт
Венедикт Яковенко — український громадський діяч Зеленого Клину.

## Життєпис
До революції 1917 року проживав в Забайкальському краї Російської імперії.
У листопаді 1918 року був учасником і головою Першої сесії Української Далекосхідної Крайової Ради.
У травні 1919 року знову був членом і головою Другої сесії Української Далекосхідної Крайової Ради, на якій було ухвалено Конституцію національно-культурної автономії українства на Далекому Сході.
Подальша доля невідома.